# Xã Cascade, Quận Lycoming, Pennsylvania
Xã Cascade (tiếng Anh: Cascade Township) là một xã thuộc quận Lycoming, tiểu bang Pennsylvania, Hoa Kỳ. Năm 2010, dân số của xã này là 413 người.